# Ølsted Strandhuse
Ølsted Strandhuse er en sommerhusby i Nordsjælland med 206 indbyggere  (2024). Ølsted Strandhuse er beliggende i Ølsted Sogn ved Roskilde Fjord to kilometer vest for Ølsted, seks kilometer syd for Frederiksværk og 21 kilometer vest for Hillerød. Sommerhusbyen tilhører Halsnæs Kommune og er beliggende i Region Hovedstaden.